# Вправление тазобедренного сустава
Вправление тазобедренного сустава — ряд методов, используемых для восстановления вывиха бедра. Его следует проводить вскоре после подтверждения диагноза. Тем, у кого есть сопутствующий перелом, может потребоваться хирургическая репозиция. Осложнения при задержке проведения данной процедуры могут включать в себя аваскулярный некроз тазобедренного сустава и повреждение седалищного нерва.
Обычно вправление проводят под процедурной седацией и анальгезией (PSA), когда пациент лежит на спине. Врач сгибает тазобедренный и коленный суставы до угла 90 градусов, в то время как ассистент надавливает вниз на таз. Затем применяют методы, которые включают в себя комбинацию приемов тракции и контртракции и внутренней и внешней ротации. Если этого недостаточно, можно использовать простыню, чтобы оттянуть верхнюю часть бедра наружу.
После проведения процедуры необходимо провести дополнительную рентгенографию или КТ для подтверждения вправления и исключения осложнений. Некоторые специалисты рекомендуют помещать между ног человека отводящую подушку. После вправления тазобедренного сустава рекомендуется частичная нагрузка на ногу, для чего в течение 4-6 недель используются костыли. Первые методы вправления тазобедренного сустава без хирургического вмешательства были описаны в 1870 году.